# 현대 컨티뉴
현대 컨티뉴(영어: Hyundai Continue)는 현대자동차의 글로벌 CSV 프로젝트이다.

## 상세
2022년 1월 10일, 첫 공개됐다. 프로젝트 내용과 함께 해양 플라스틱 문제에 대한 내용을 담고 있는 'PET의 여정' 영상도 함께 공개됐다.
컨티뉴 프로젝트는 친환경, 모빌리티, 미래세대 세 가지 영역으로 구성된다.

### 친환경
자원 순환과 생태계 복원을 위한 탄소 저감 및 기후변화 대응 강화. 
유럽 해양 폐 그물 수거 활동 확대 및 업사이클링을 통한 차량 내부 소재 활용, 브라질 열대우림 산림 복원 활동 진행.

### 모빌리티
이동 안전 및 편리함이 고려된 모빌리티 연결 서비스 운영. 
교통사고 환자의 운전 재활을 위한 가상 시뮬레이터 지원, 통학차량의 안전운행을 위한 디지털 운행기록계 지원 활동 등 포함.

### 미래세대
미래세대의 성장과 희망 지원 활동 전개. 
미국 소아암 지원 활동 호프 온 휠스, 차량 전동화 및 자율주행 분야 인재 육성을 위한 H-모빌리티 클래스 등 지속 운영.

## 같이 보기
- 현대자동차그룹